# Zemětřesení v Caldeře 1420
Zemětřesení v Caldeře se odehrálo dne 30. srpna 1420 v jižní části pouště Atacama a následné tsunami zasáhlo pobřeží dnešního Chile, Havaj a několik japonských měst. Síla zemětřesení se odhaduje na 8,8–9,4 Mw. Historické záznamy o události pocházejí z japonských přístavů Kawarago a Aiga, kde zmatení obyvatelé přihlíželi 1. září vlně tsunami, aniž by zaznamenali jakékoliv otřesy. V Chile podél pobřeží padaly ze skal kameny o hmotnosti až 40 tun. Tsunami pravděpodobně zasáhlo i chilskou zátoku Mejillones, kde se dle výzkumu sedimentů podobná událost odehrála někdy mezi lety 1409 až 1449, a zátoku Tongoy. 